# Court Philippe-Chatrier
Le court Philippe-Chatrier est le court central du stade Roland-Garros à Paris, en France. Construit à l'origine en 1928, la dernière rénovation effectuée en 2018 le dote d'un éclairage, d'un toit rétractable, et porte sa capacité à 15 225 spectateurs. C'est le plus grand stade de tennis en terre battue du monde.
En 2001, il fut renommé court Philippe-Chatrier en hommage à Philippe Chatrier, mort le 22 juin 2000, qui fut à la tête de la Fédération française de tennis (FFT) et de la Fédération internationale de tennis (FIT). Depuis 2008, les quatre tribunes portent les noms des Quatre Mousquetaires : Jean Borotra, Jacques Brugnon, René Lacoste et Henri Cochet.

## Histoire
En 1927, l’équipe de France de Coupe Davis remporte le trophée face aux États-Unis. Les installations du Stade français et celles du Racing, qui accueillaient jusque-là les championnats de France de tennis puis, depuis 1925, les internationaux de France de tennis, ne paraissent pas être à la hauteur de recevoir une compétition internationale, car en 1928, l’équipe de France doit recevoir celle des États-Unis pour la revanche (Challenge Round). Émile Lesieur et Pierre Gillou arrivent à convaincre la ville de Paris de leur céder un terrain de trois hectares près du bois de Boulogne. Le projet est confié à l’architecte Louis Faure-Dujarric.
De 1928 à 1932, la France conserve son titre dans son nouveau stade de 13 000 places, le court central de Roland-Garros. Le stade entre dans l’histoire.

## Reconstruction (2018-2020)
Dans le cadre du projet de modernisation du stade Roland-Garros, dont la concertation a été lancée en 2011, le court central de Roland-Garros subit une profonde restructuration. Au lendemain de la finale masculine du tournoi de Roland-Garros 2018, la déconstruction de plus de 80 % de l'édifice est lancée ; seule la tribune C (Lacoste) est en partie conservée. Les nouvelles tribunes sont prévues pour être plus larges et plus hautes, formant un stade d'environ 100 m de côté et 26 m de hauteur, soit 8 de plus qu'auparavant.
Malgré ces sensibles augmentations de dimensions, la capacité du court Philippe-Chatrier n'est que légèrement augmentée, passant de 14 911 à 15 225 places assises, mais au bénéfice d'une meilleure visibilité et d'un confort amélioré pour les spectateurs d'après les organisateurs. L'aspect des gradins est grandement modifié, tant dans leur structure avec la présence d'arrondis dans les angles, que dans leur équipement avec l'installation de sièges en bois de châtaignier des Vosges, là où les sièges étaient en plastique vert avant les travaux.
Ces travaux ont pour seconde finalité la préparation de la structure pour l'installation d'un toit rétractable déployable en environ 12 minutes, servant à la fois à se prémunir des aléas météo et à organiser des sessions de nuit lors des prochaines éditions du tournoi. La conception respecte l'histoire du site et s'intégre dans le style architectural du stade, d'où le choix du design en ailes d'avion pour les éléments roulants du toit. Mobilisant à lui seul plus de 40 % des ressources financières allouées au projet de modernisation de Roland-Garros, le court Philippe-Chatrier est la pièce maîtresse du stade ainsi modernisé.

## Autres événements

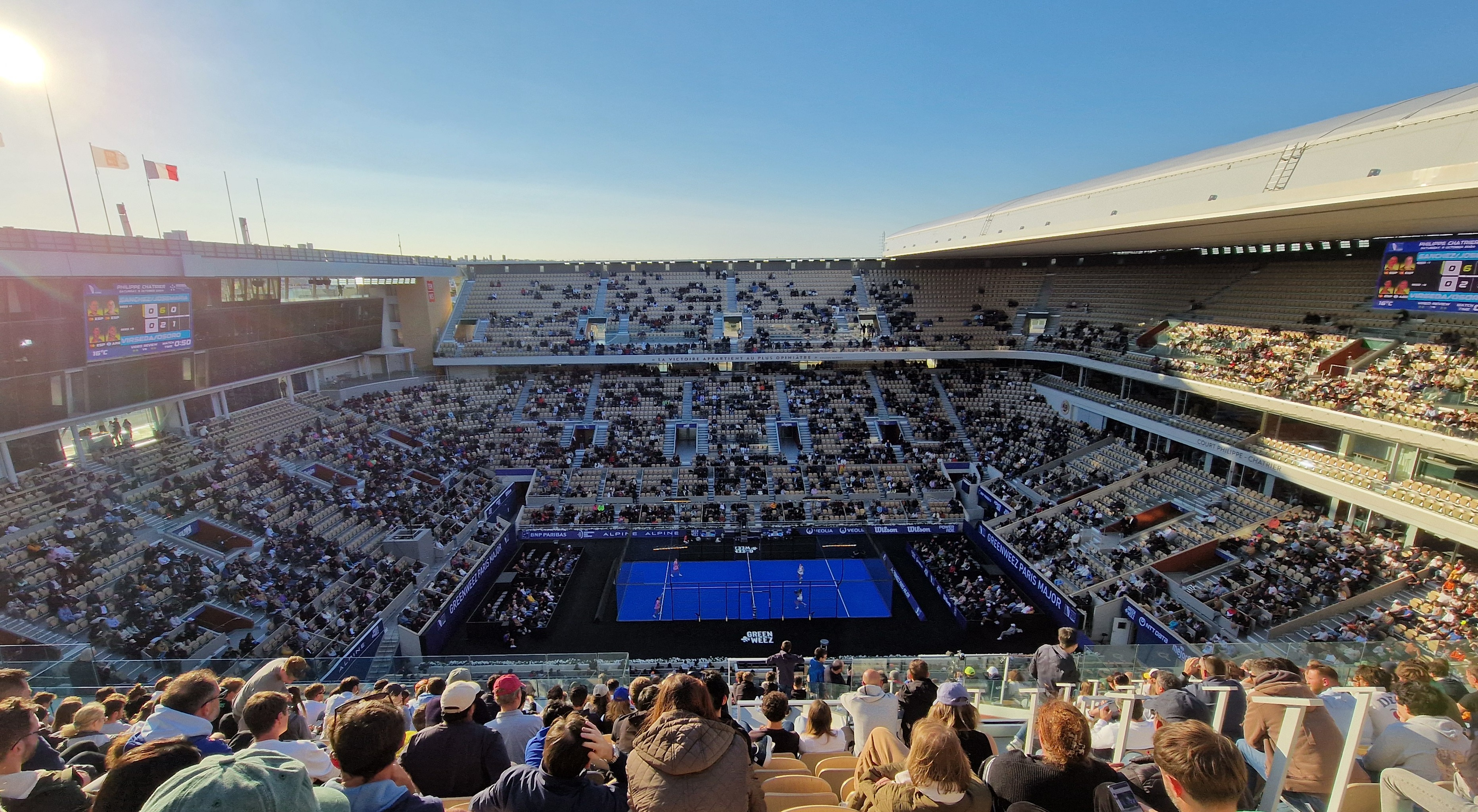
Le Court Philippe-Chatrier en configuration padel

Depuis 2022, le court accueille un des quatre tournois major du circuit de padel Premier Padel.
Du 28 septembre au 2 octobre 2022, le court accueille la compétition de beach-volley Paris Beach Pro Tour, tournoi élite du circuit mondial World Beach Pro Tour.
Le 15 juin 2023, le court accueille le match 3 de la finale des Playoffs de la saison 2022-2023 de Betclic Élite en basket-ball entre les Metropolitans 92 et l'AS Monaco.
Le court accueille des matchs du tournoi de tennis des Jeux olympiques d'été de 2024 du 27 juillet au 4 août 2024.
Le 26 mai 2025, Rafael Nadal vainqueur de 14 titres à Roland Garros est commémoré. En hommage au recordman du tournoi, une plaque est installée avec son nombre de trophées et la trace de sa chaussure sur le court.

## Galerie de photos

### Intérieur du court

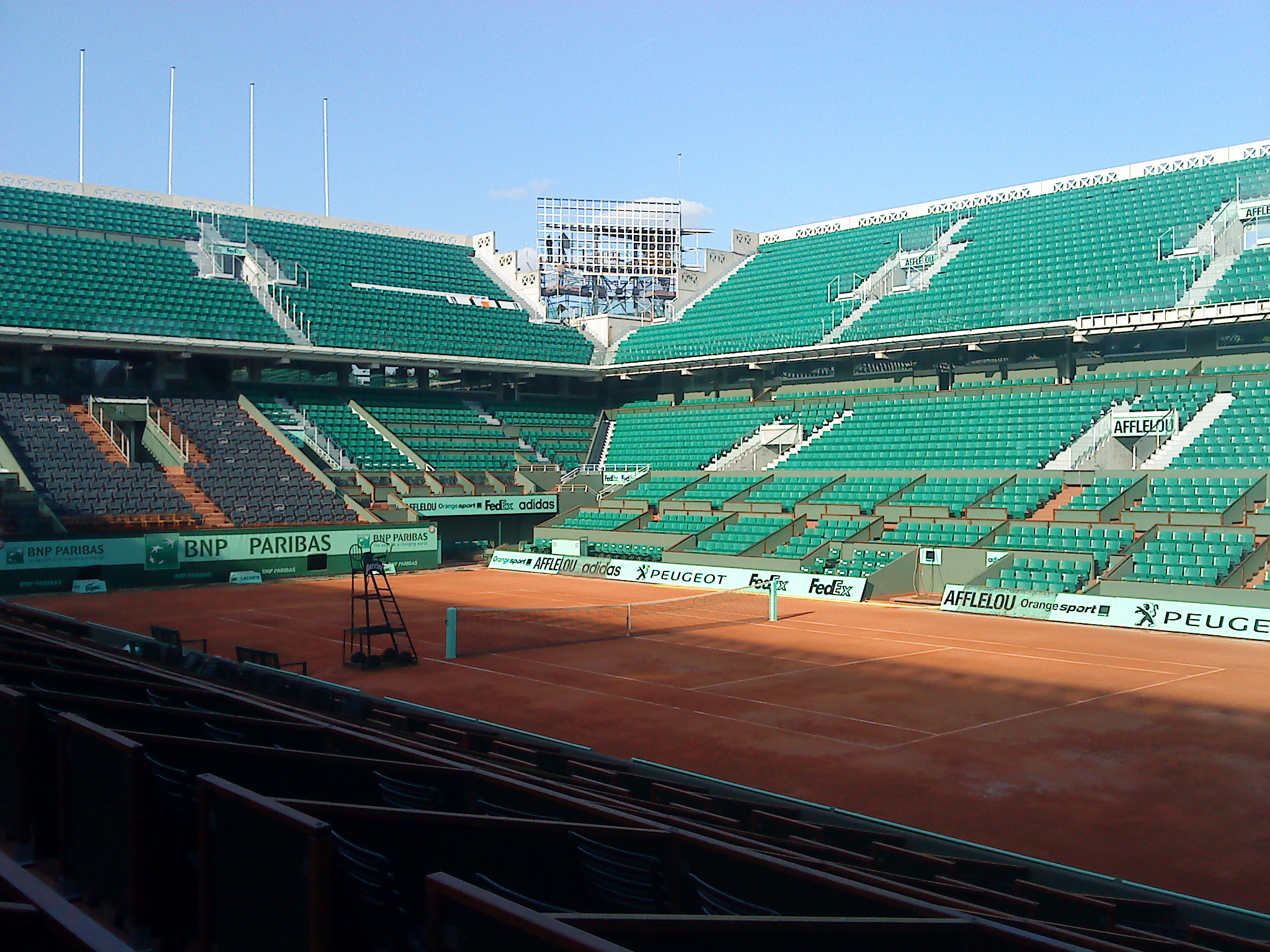
Le court vide début mai 2011
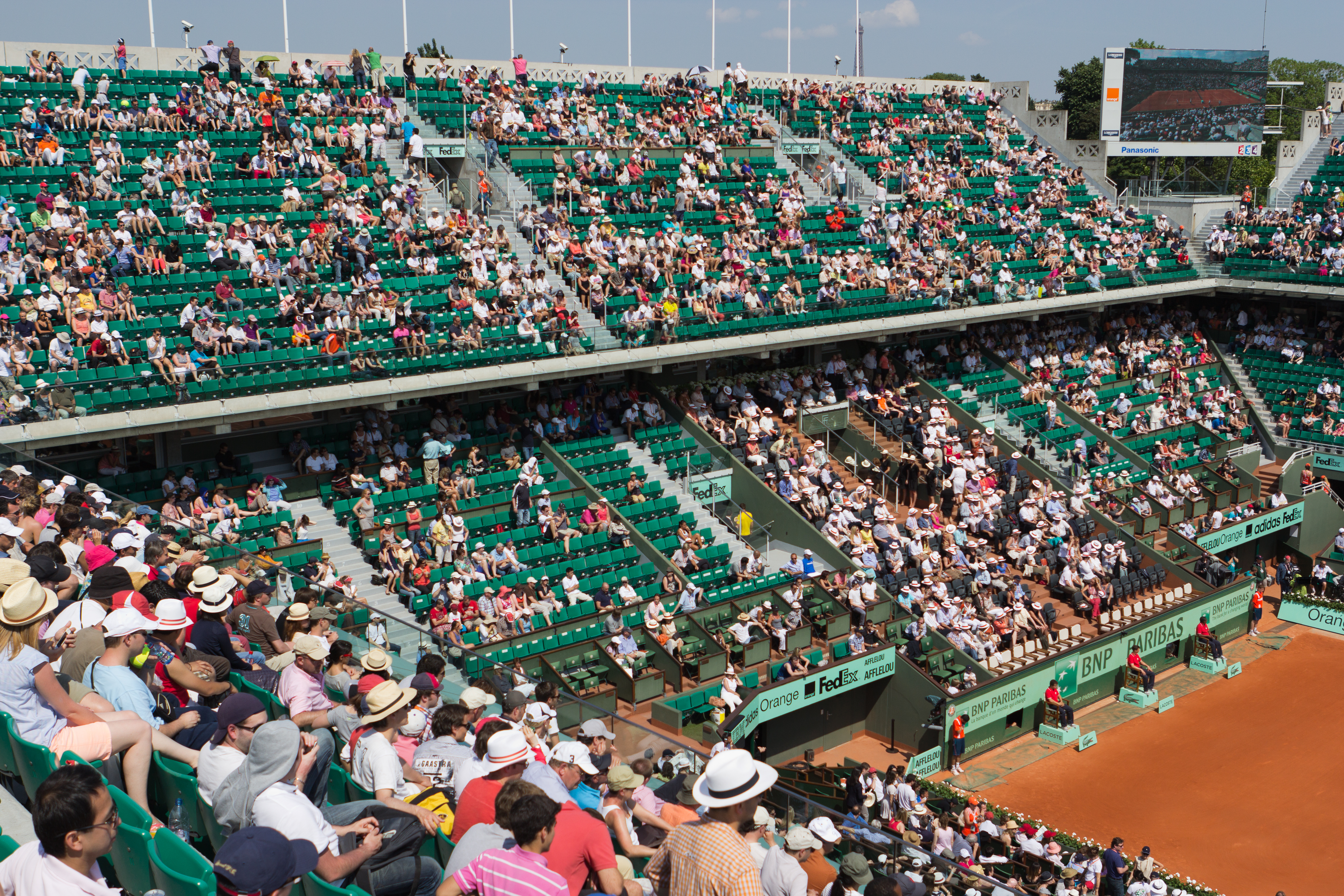
Tribune J. Brugnon
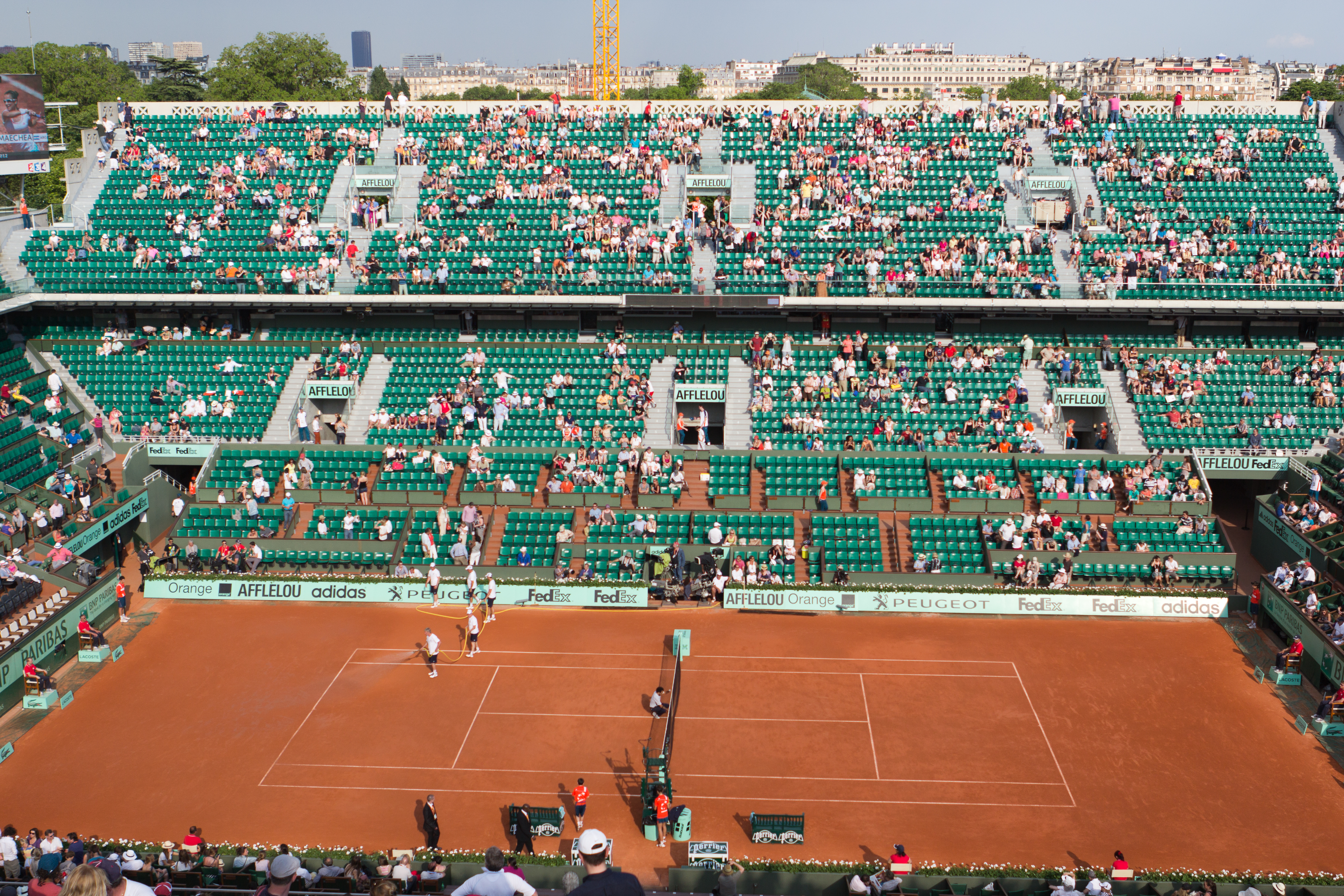
Tribune H. Cochet
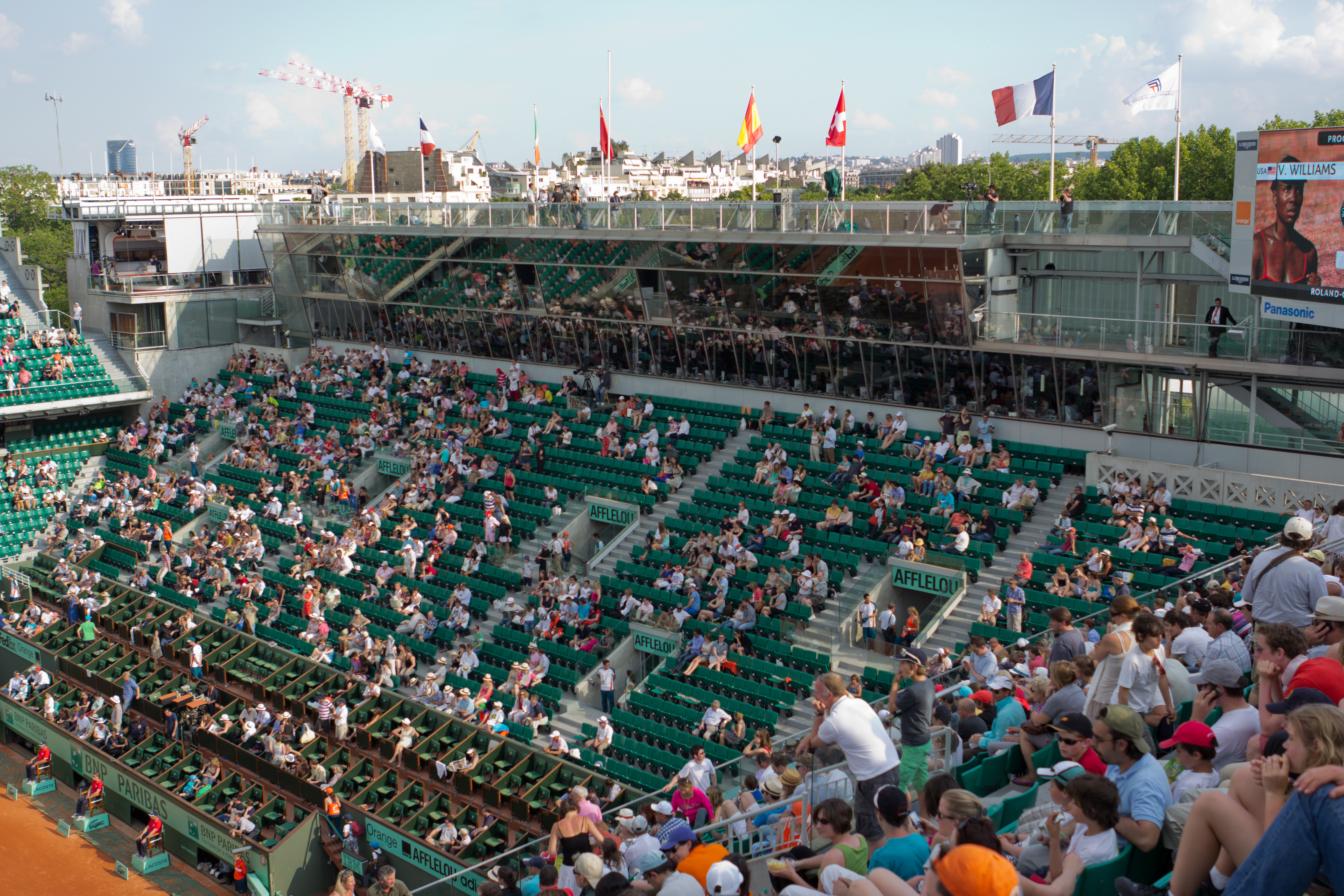
Tribune R. Lacoste
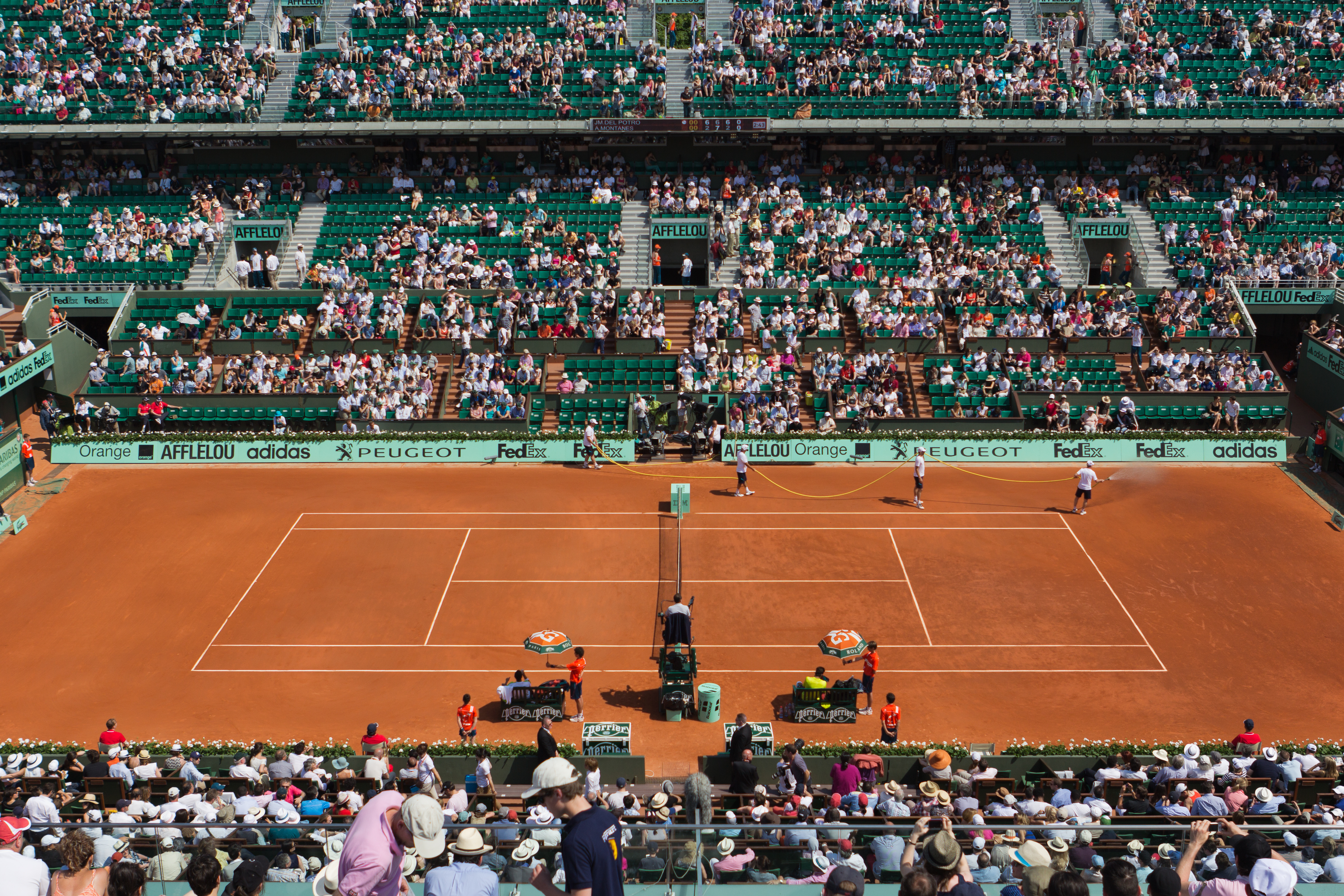
Le court vu depuis la tribune J. Borotra
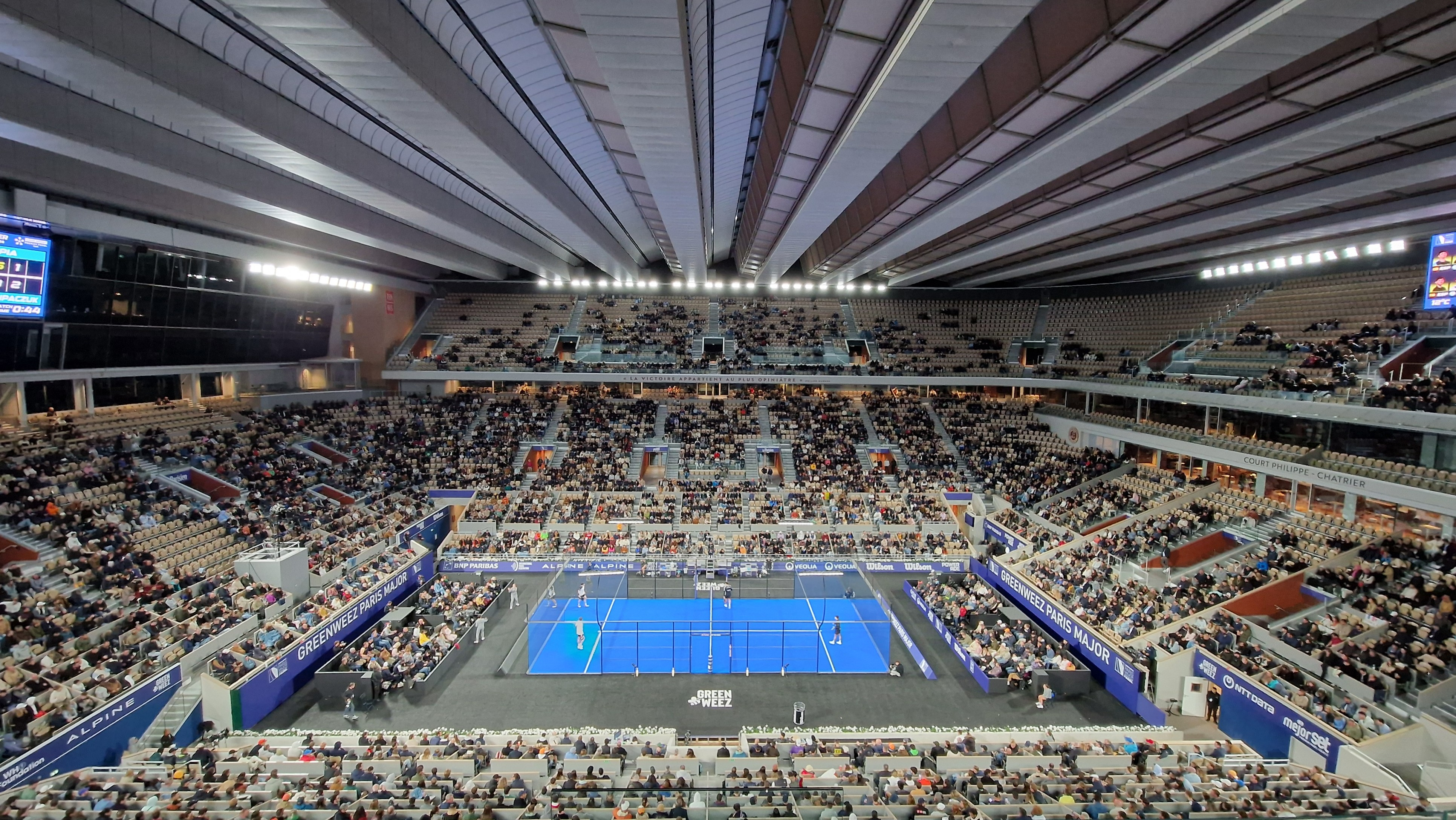
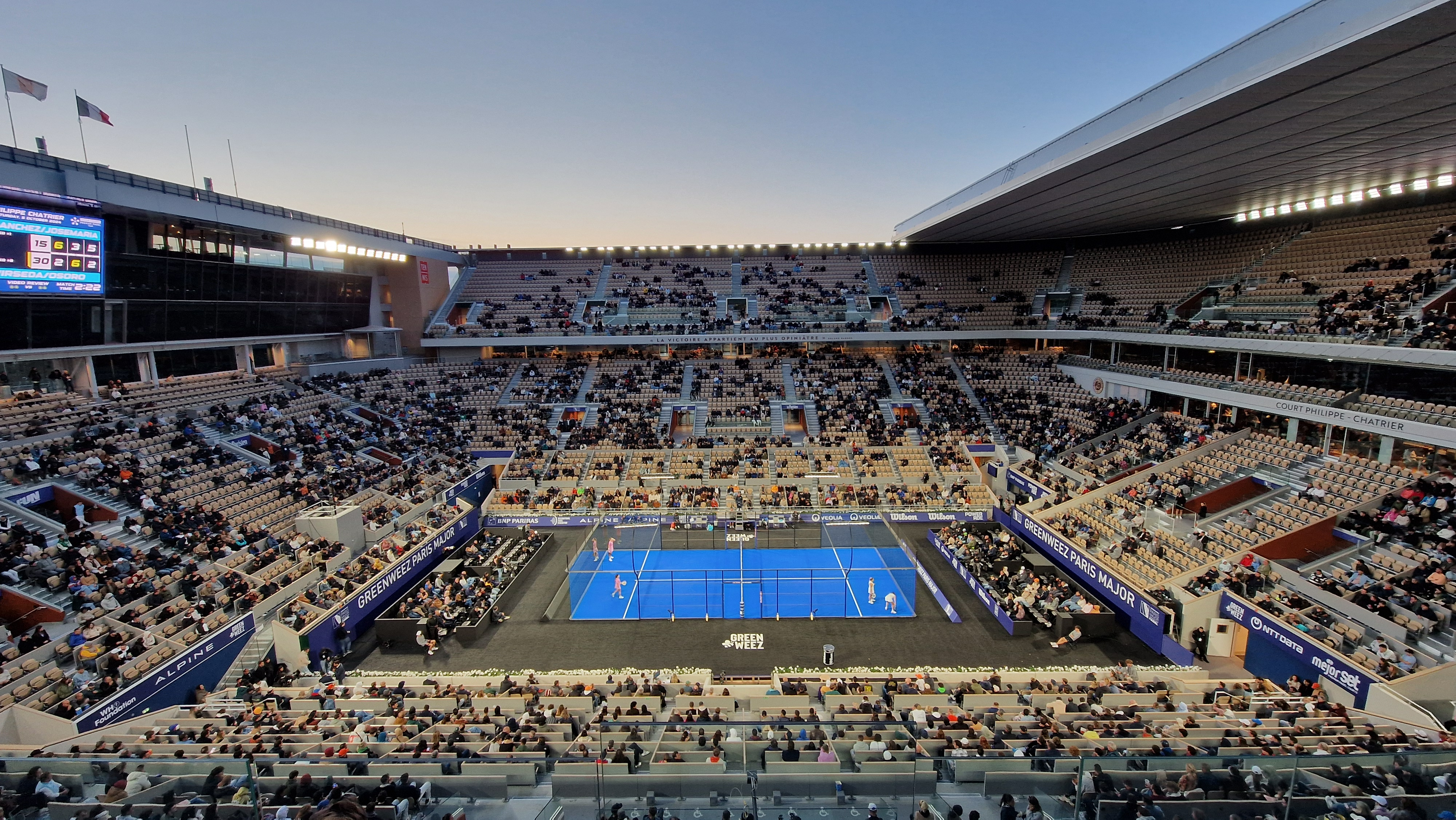

### Extérieur du court

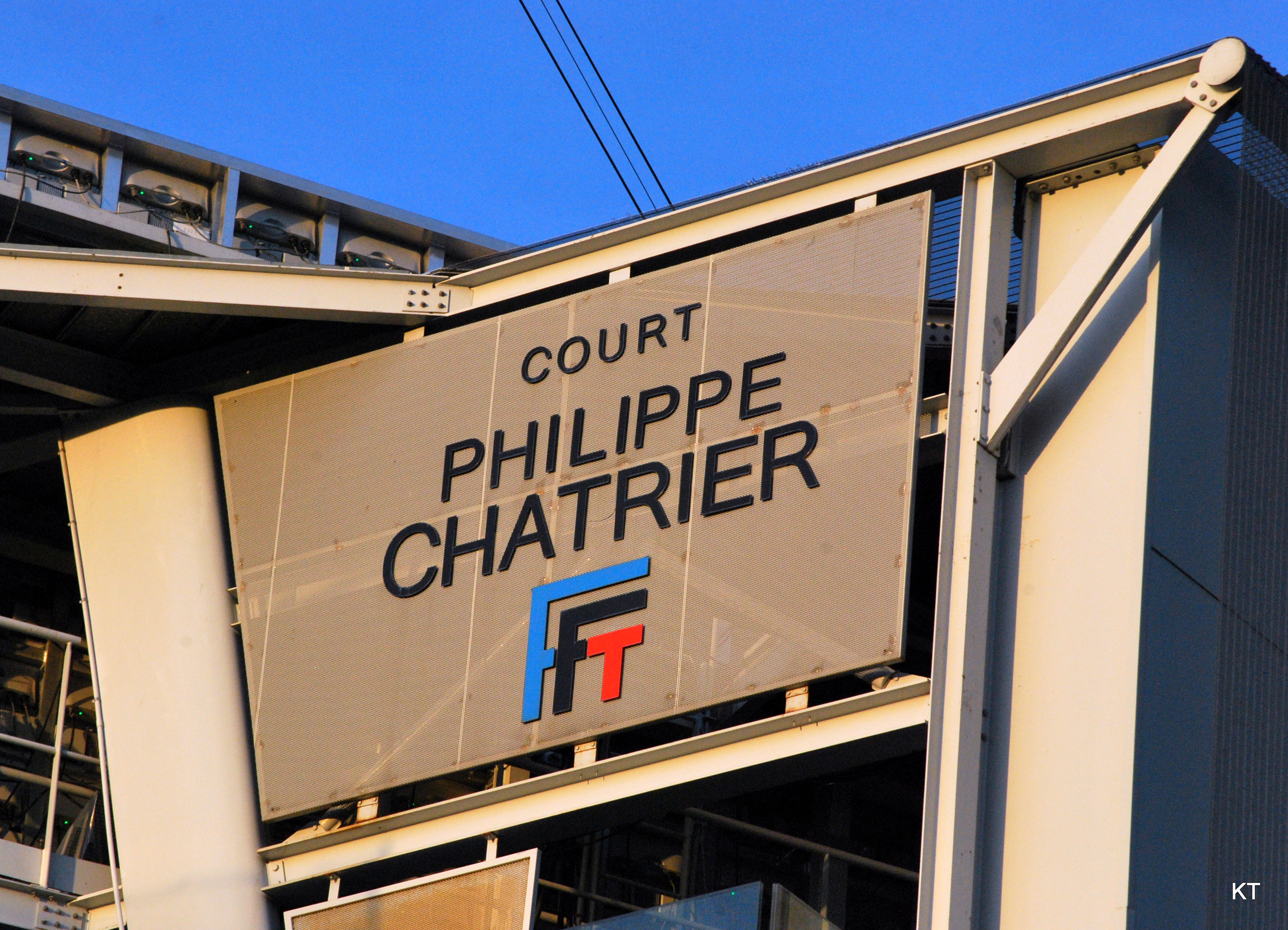
Enseigne du stade
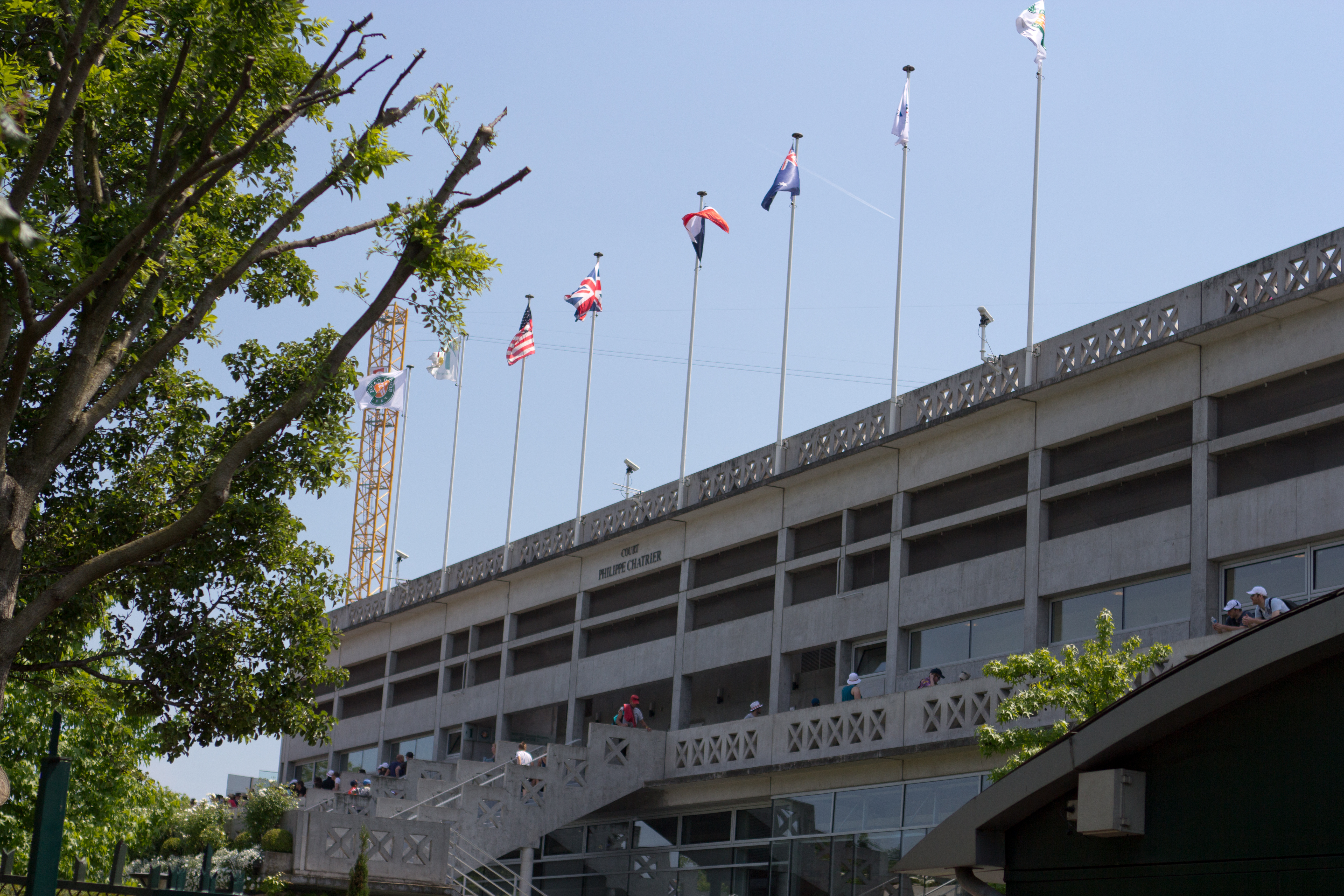
Tribune J. Brugnon
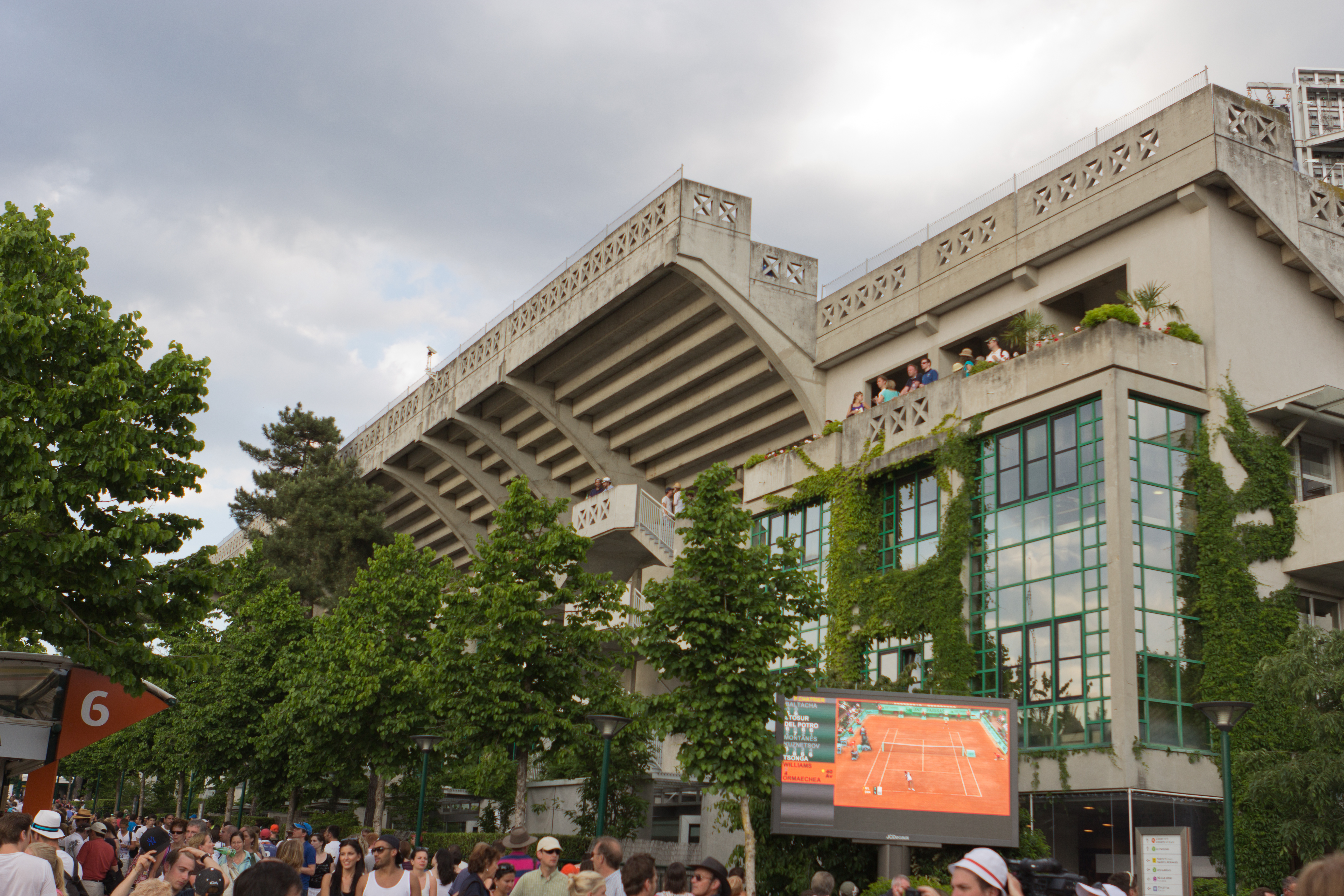
Tribune J. Borotra
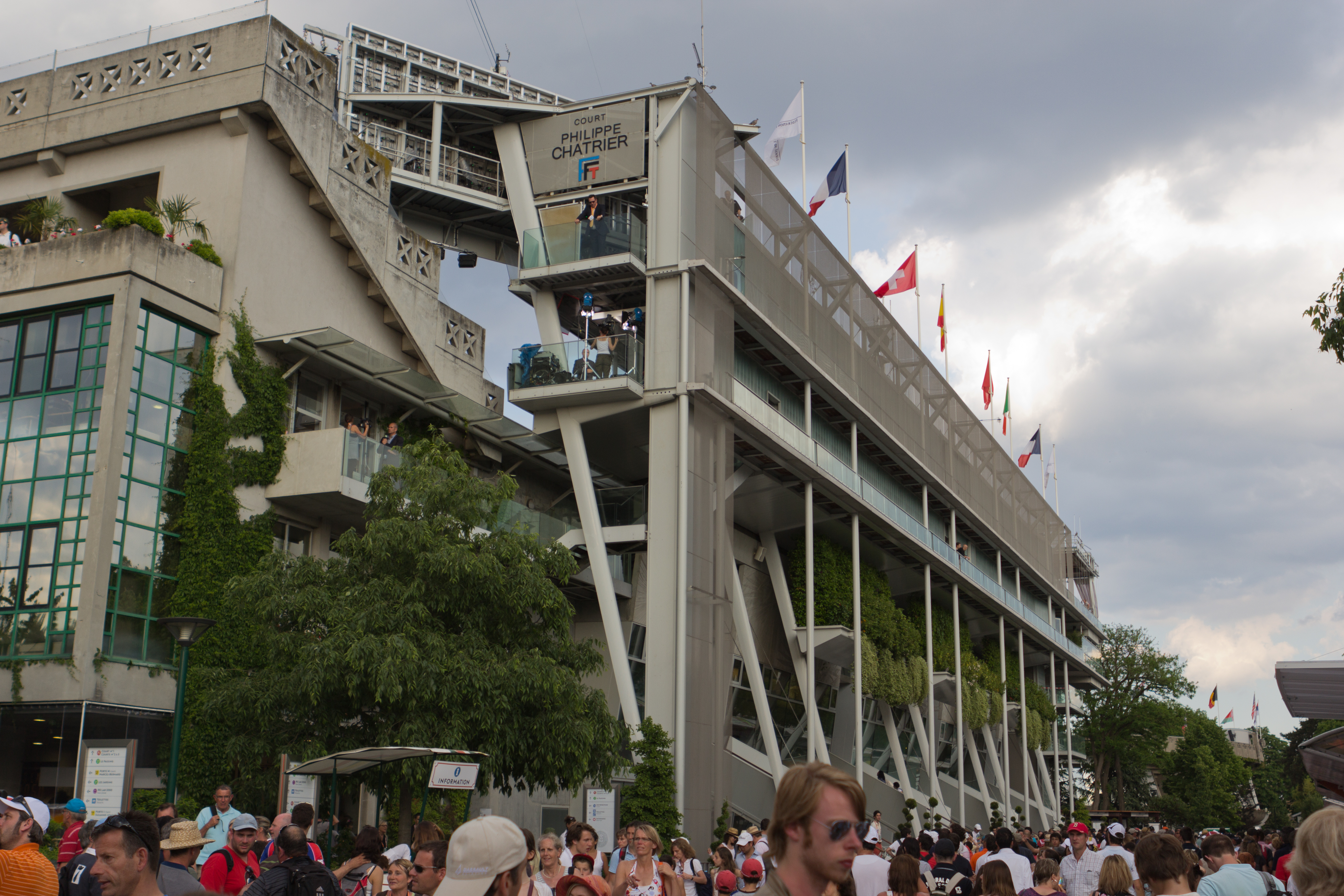
Tribune R. Lacoste
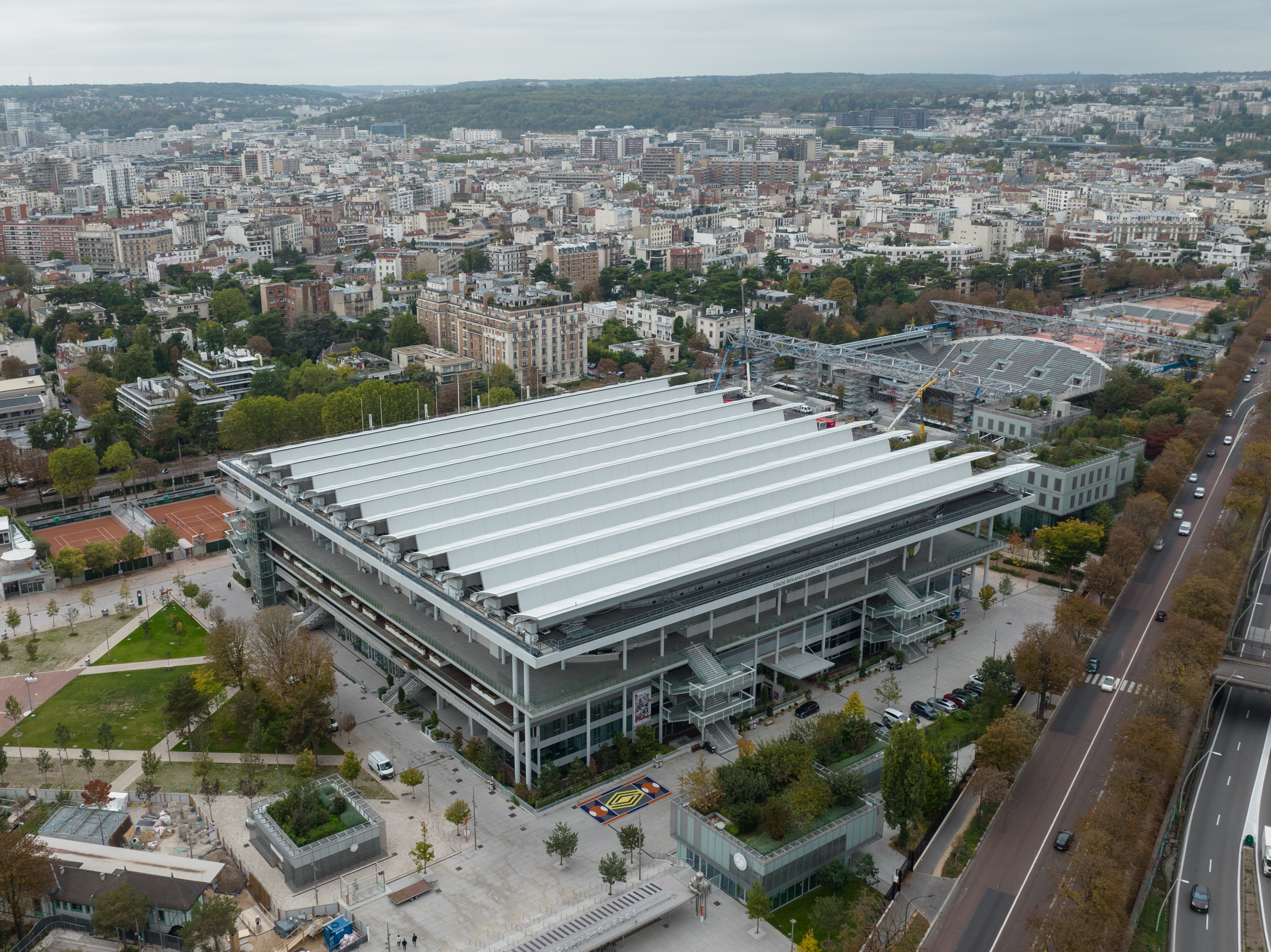
L'extérieur du court et le toit rétractable après la rénovation.

## Notes et références

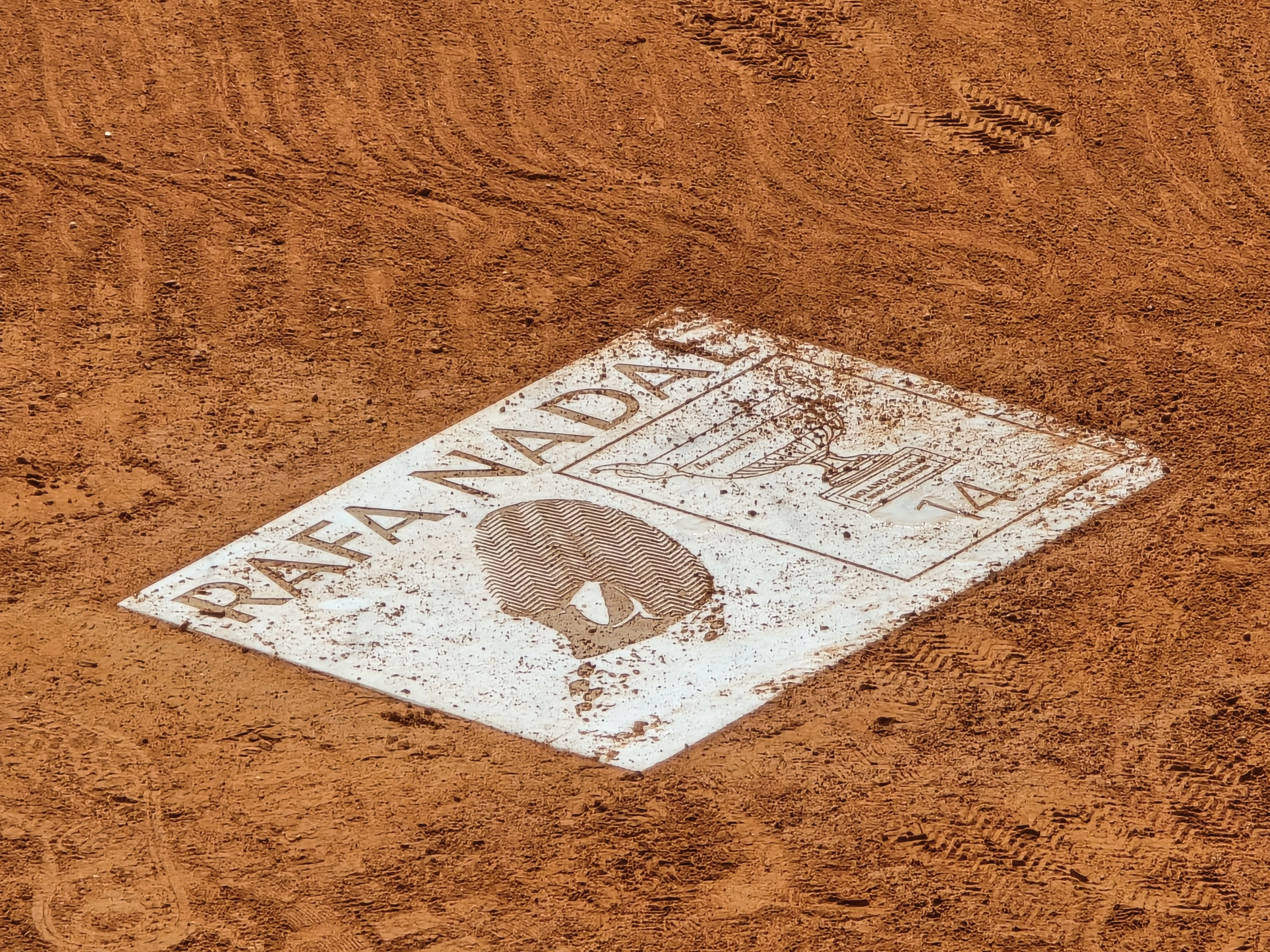
Plaque commémorative à Rafael Nadal dans le court Philippe-Chatrier, dévoilée en 2025.